# Шитово (Тверская область)
Шитово — деревня в Вышневолоцком районе Тверской области России. Входит в состав Зеленогорского сельского поселения. Фактически урочище.

## География
Расположен возле озера Шитово и реки Шегра. На автомобиле до центра Вышнего Волочка 21 километр, до Зеленогорского 11 километров.

## История
Упоминания о населённом пункте отсутствуют в описании  1859 года, так же такого населённого пункта не значится на картах тех времён. 

## Население
| 2008 | 2010 |
| ---- | ---- |
| 0    | →0   |

## Инфраструктура
На карте 1985 года на месте населённого пункта отмечен пионерлагерь. 
На 2016 год на месте населённого пункта отсутствуют любые постройки и нет постоянного населения.

## Транспорт
К деревне ведёт  просёлочная дорога.